# Linosiphon sanguinarium
Linosiphon sanguinarium är en insektsart som först beskrevs av Hottes och Theodore Henry Frison 1931.  Linosiphon sanguinarium ingår i släktet Linosiphon och familjen långrörsbladlöss. Inga underarter finns listade i Catalogue of Life.